# Winkelman (Arizona)
Winkelman é uma vila localizada no estado americano do Arizona, nos condados de Gila e Pinal. Foi incorporada em 1949.

## Geografia
De acordo com o United States Census Bureau, a vila tem uma área de 1,9 km², onde todos os 1,9 km² estão cobertos por terra.

### Localidades na vizinhança
O diagrama seguinte representa as localidades num raio de 48 km ao redor de Winkelman.

## Demografia
Segundo o censo nacional de 2010, a sua população é de 353 habitantes e sua densidade populacional é de 184,2 hab/km². Possui 163 residências, que resulta em uma densidade de 85 residências/km².